# Polina Osipenko
Polina Denisovna Osipenko (em russo:  Полина Денисовна Осипенко, em ucraniano:  Поліна Денисівна ОсипенкоOutubro 8, 1907 – Maio 11, de 1939) foi uma piloto militar soviética, mais notável como segundo piloto, que, em conjunto com Valentina Grizodubova e Marina Raskova em setembro 24-25, 1938 realizou um voo sem paragens entre Moscovo e o Mar de Okhotsk, estabelecendo um novo recorde de distância para voos directos operados por mulheres. Por esta conquista, ela se tornou numa Heroína da União Soviética, a mais alta distinção militar na União Soviética, no dia 2 de novembro de 1938.